# Wilsberg: Im Namen der Rosi
Im Namen der Rosi ist die 33. Folge der Fernsehfilmreihe Wilsberg. Der Film basiert auf der Wilsberg-Figur von Jürgen Kehrer. Die Erstausstrahlung erfolgte am 28. September 2011 bei ZDFneo. Regie führte Hans-Günther Bücking, der zugleich auch die Kamera übernahm, das Drehbuch schrieben Matthias Keilich und Khyana el Bitar.

## Handlung
Privatdetektiv Georg Wilsberg wird von einem Mönch zu Hilfe gerufen, der ihn beauftragt, im Kloster Melkwegen heimlich zu ermitteln. Der Cellerar Bertram kam jüngst auf nicht alltägliche Art und Weise ums Leben und er hat Zweifel an einem Unfall. Da Prior Elijah darauf bestand, dass Herzversagen auf dem Totenschein stehen sollte, wurde er skeptisch.
Unerwartet trifft Wilsberg im Kloster auf Ekki, der zu einem Managerseminar angetreten ist, und Overbeck, der den bevorstehenden Besuch des Papstes sicherheitstechnisch organisieren soll. Kurzerhand gibt sich Wilsberg als Seminarteilnehmer aus und mischt sich so unter die Mönche. Schnell bemerkt er Unstimmigkeiten unter den Brüdern. Insbesondere bei den Finanzen liegt schon eine Weile einiges im Argen. Wilsbergs Interesse weckt auch die Klosterbibliothek, wo er die Praktikantin Angela Rothen trifft.
Mitten in Wilsbergs Recherchen gibt es einen weiteren Todesfall. Bruder Ansgar wurde ermordet, und so erscheint auch Kommissarin Springer im Kloster. Sie erhält als Erklärung für den Tod des Bruder Bertram, dass er sich selbst aus seinem Fenster gestürzt habe und der Prior es als Unfall darstellen wollte, um die Mönche nicht zu verwirren. Der Grund für seinen Freitod sind die finanziellen Schwierigkeiten, in die er die Bruderschaft gebracht hatte. Außerdem wird eine wertvolle Bibel aus dem 15. Jahrhundert vermisst. Als Wilsberg eine solche Bibel bei Angela Rothen entdeckt, stellt sich heraus, dass sie die Tochter von Bruder Ansgar ist und ihre Mutter (Rosi) diese Bibel von dem Kindsvater bekommen hatte. Doch wird Angela plötzlich Opfer eines Giftanschlags, den sie glücklicherweise überlebt.
Wilsberg findet heraus, dass Bruder Ansgar mit bürgerlichem Namen „von Unger“ heißt und Erbe eines immensen Vermögens geworden wäre. Nach ihm würde das Erbe an seine Tochter übergehen. Als Mörder entpuppt sich Bruder Jeremiah, der durch den Mord an seinem Glaubensbruder und den Giftanschlag auf dessen Tochter das Kloster in den Genuss der Erbschaft bringen wollte.

## Hintergrund
Im Namen der Rosi wurde in Münster, in der St.-Nikolaus-Kirche und der Abtei Brauweiler im Rhein-Erft-Kreis, in Köln und im Kloster Val-Dieu, Belgien, gedreht. Die Namensanlehnung an den Kinofilm Der Name der Rose mit Sean Connery ist beabsichtigt und mit diversen Anspielungen versehen.
Im Namen der Rosi erschien zusammen mit der Folge Aus Mangel an Beweisen von Polarfilm auf DVD. Regisseur Hans-Günther Bücking betätigte sich in dieser Episode auch wieder als Kameramann.
Der Running Gag „Bielefeld“ verweist in dieser Folge erst in Minute 86 auf die reformierten Brüder, gegen die die Klosterbrüder im Querfeldeinrennen gewonnen haben.

## Rezeption

### Einschaltquote
Bei der Erstausstrahlung von Im Namen der Rosi am 28. September 2011 im ZDF wurde der Film in Deutschland von insgesamt 3,78  Millionen Zuschauern gesehen und erreichte einen Marktanteil von 12,3 Prozent.

### Kritik
Rainer Tittelbach von tittelbach.tv fand, der Krimi sei „kein Glanzstück der launigen Krimi-Reihe.“ Zwar biete ein Kloster als „Schauplatz eine Geschlossenheit, die der dramaturgischen (Un-)Logik einer solchen augenzwinkernden Krimireihe gut tut,“ doch die „Feinjustierung zwischen Krimi und Komödie lässt […][zum großen Teil] sehr zu wünschen übrig.“ Insgesamt nur ein „durchschnittlich unterhaltsamer“ Wilsberg.
Bei Stimme.de wertete Katharina Raab: „Ein wenig wirr geht es bisweilen in ‚Im Namen der Rosi‘ zu. Denn nicht nur die Wege des Herrn, auch Wilsbergs Ermittlungen scheinen bisweilen unergründlich zu sein. Unterhaltsam sind die mörderischen Irrungen im Gotteshaus aber allemal. Ein nahezu heiterer Krimi, der eben mehr Komödie sein möchte als bierernste Täterhatz.“
Quotenmeter hält diese Wilsberg-Episode für „wenig gelungen. […] Bleibt einfach zu hoffen, dass der aktuelle Fall von Georg Wilsberg & Co. nur ein Ausrutscher der Reihe bleibt.“
Die Redaktion von TV Spielfilm beurteilte die „TV-Krimiposse“ mit einem Daumen zur Seite und meinte: „In schönen Klosterkulissen quälen sich Lansink und Kollegen müde durch viel zu viele klerikale Kalauer. Ein Lichtblick sind die Damen: Paula Kalenberg als aparte Doktorandin und – wie immer – Rita Russek als sarkastische Kommissarin Anna Springer.“